# Heterometrus
Heterometrus ist eine Gattung der Skorpione aus der Familie der Scorpionidae.
Der bisher größte entdeckte Skorpion ist ein Heterometrus swammerdami. Er weist eine Körperlänge von 26 cm auf und lebt auf dem indischen Subkontinent. Die Heterometrus-Arten sind minder giftig; ihr Stich kann aber für den Menschen recht schmerzhaft sein. Sie reagieren auch viel häufiger mit einem Stich als die verwandten Pandinus-Arten aus Afrika, die sich eher mit den Pedipalpen verteidigen.

## Vorkommen
Die Arten der Gattung Heterometrus sind auf dem Indischen Subkontinent und in Sri Lanka sowie in Südostasien bis zur Wallace-Linie beheimatet. Sie leben im Unterholz der tropischen Regenwälder, wo sie im Gegensatz zu den Skorpionen im ariden Klima auch tagaktiv sind. Auf dem Indischen Subkontinent kam es zur Herausbildung zahlreicher Arten. Arten und Unterarten sind meist durch Bau und Länge der Scheren und der Pedipalpen sowie die Anzahl der auf ihnen befindlichen Trichobothrien zu unterscheiden.

## Arten
Die Gattung Heterometrus umfasst gegenwärtig mehr als 30 Arten:
- Heterometrus atrascorpius Mirza, Joshi, Desouza & Sanap, 2012
- Heterometrus barberi (Pocock, 1900)
- Heterometrus beccaloniae Kovařík, 2004
- Heterometrus bengalensis (C. L. Koch, 1841)
- Heterometrus cimrmani Kovařík, 2004
- Heterometrus cyaneus (C. L. Koch, 1836)
- Heterometrus flavimanus (Pocock, 1900)
- Heterometrus gravimanus (Pocock, 1894)
- Heterometrus indus (DeGeer, 1778)
- Heterometrus kanarensis (Pocock, 1900)
- Heterometrus keralaensis Tikader & Bastawade, 1983
- Heterometrus laoticus Couzijn, 1981
- Heterometrus latimanus (Pocock, 1894)
- Heterometrus liangi Zhu & Yang, 2007
- Heterometrus liophysa (Thorell, 1888)
- Heterometrus liurus (Pocock, 1897)
- Heterometrus longimanus (Herbst, 1800)
- Heterometrus madraspatensis (Pocock, 1900)
- Heterometrus minotaurus Plíšková, Kovařík, Košulič & Šťáhlavský, 2016
- Heterometrus mysorensis Kovařík, 2004
- Heterometrus nepalensis Kovařík, 2004
- Heterometrus petersii (Thorell, 1876)
- Heterometrus phipsoni (Pocock, 1893)
- Heterometrus rolciki Kovařík, 2004
- Heterometrus scaber (Thorell, 1876)
- Heterometrus sejnai Kovařík, 2004
- Heterometrus serratus (Pocock, 1900)
- Heterometrus spinifer (Ehrenberg, 1828)
- Heterometrus swammerdami Simon, 1872
- Heterometrus telanganaensis Javed, Mirza, Tampal & Lourenço, 2010
- Heterometrus thorellii (Pocock, 1892)
- Heterometrus tibetanus Lourenço, Qi & Zhu, 2005
- Heterometrus tristis (Henderson, 1919)
- Heterometrus ubicki Kovařík, 2004
- Heterometrus wroughtoni (Pocock, 1899)
- Heterometrus xanthopus (Pocock, 1897)

## Medizinische Bedeutung
Die Arten der Gattung Heterometrus verfügen im Vergleich zu jenen der Familie Buthidae über ein schwaches Gift. Vergiftungen sind in den tropischen Ländern Asiens häufig, insbesondere im Sommer und während des Monsuns von Mai bis Oktober. Ein Stich verursacht lokal einen starken brennenden Schmerz, der für Minuten bis Stunden anhalten kann, und Ödeme. Daneben kann es auch zu systemischen Reaktionen wie Hypotonie, Bradypnoe, Ruhelosigkeit, Schwindelgefühl und Erbrechen, Leibschmerzen, starkem Durstgefühl, Kopfschmerzen, Fieber, Schüttelfrost und Schock kommen. Es liegen nur wenige Berichte über Todesfälle vor, die Kinder und Säuglinge betreffen. Da es kein Antivenin gegen die Gifte der Arten von Heterometrus gibt, ist die Behandlung auf die Linderung der Symptome beschränkt.
Pharmakologische Studien haben gezeigt, dass das Gift von Heterometrus bengalensis Kontraktionen bei Präparaten aus glatter Muskulatur, Beeinträchtigungen von Nervenzellen, die Freisetzung von Kininen und indirekte hämolytische Wirkungen hervorrufen kann. Darüber hinaus wurden im Tierversuch Veränderungen des Stoffwechsels in Leber und Gehirn beobachtet.